# 14e Pantserkorps (Wehrmacht)
Het 14e Pantserkorps (Duits: Generalkommando XIV. Panzerkorps) was een Duits legerkorps van de Wehrmacht tijdens de Tweede Wereldoorlog. Het korps kwam in actie aan het Oostfront in het Duitse zomer-offensief van 1942 en vond zijn einde in Stalingrad. Na heroprichting in Frankrijk, voerde het korps een slimme verdediging op Sicilië, bij Salerno, de Winterlinie en de Gotenstellung en eindigde de oorlog in Noord-Italië.

## Krijgsgeschiedenis

### Oprichting
Het 14e Pantserkorps werd opgericht op 21 juni 1942 in Oekraïne aan de Mius door omdopen van het 14e Gemotoriseerde Korps.

### 1942

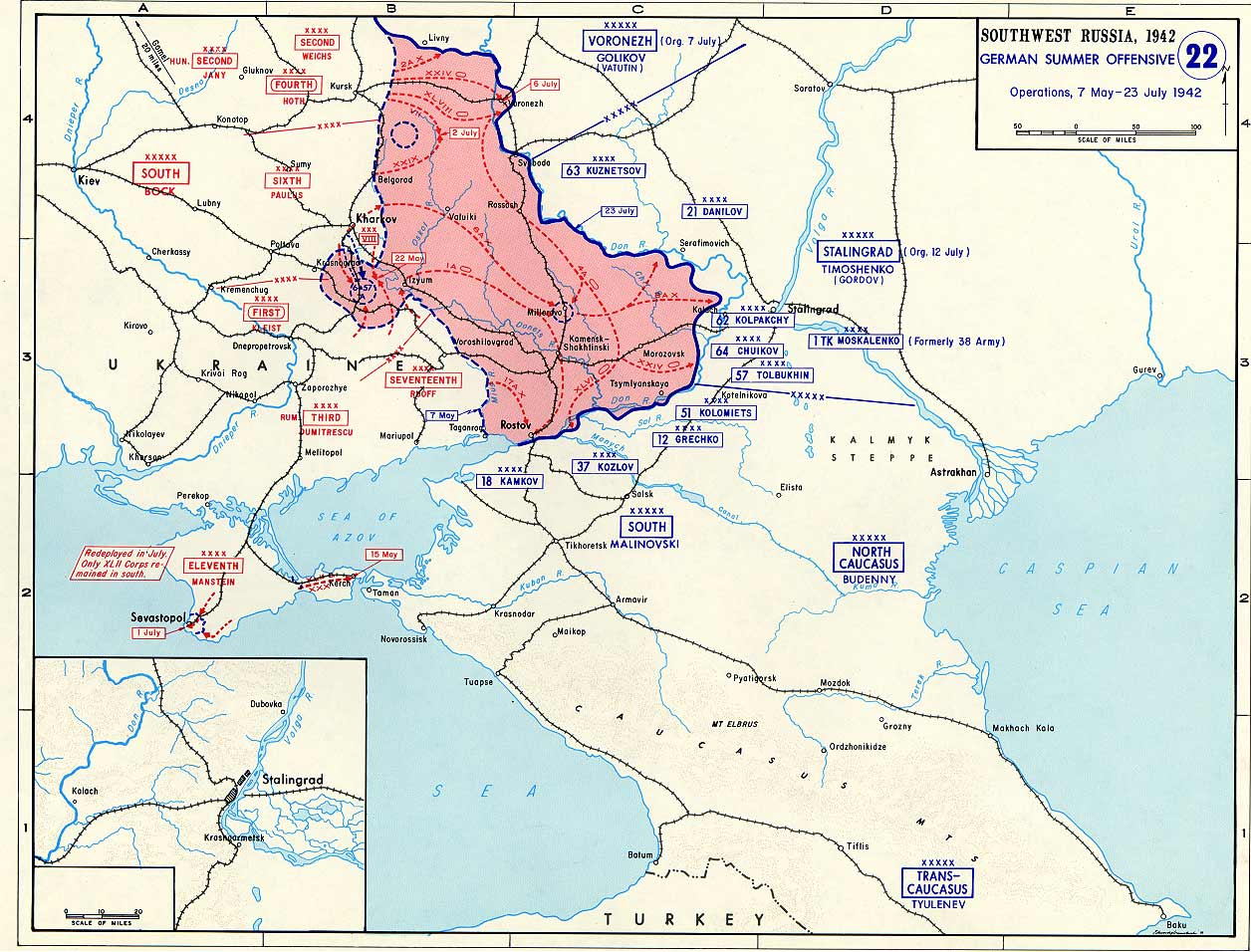
Fall Blau

Het korps lag in juni 1942 langs de Mius, met rechterflank aan de Zee van Azov bij Taganrog. Op 28 juni trad het korps aan voor het Duitse zomeroffensief, Fall Blau, met de SS-Division (mot.) Leibstandarte SS Adolf Hitler, de 13e Pantserdivisie, de 73e en 125e Infanteriedivisies (beide grotendeels), de SS-Division Wiking en de Slovaakse Snelle Divisie. Tegelijkertijd trad de staf ook op als “Gruppe von Wietersheim” en had daarbij naast het eigen korps ook de “Gruppe v. Förster” onder bevel. Het korps rukte over de Donets naar het oosten op. Na de inname van Millerovo medio juli werd het korps onder bevel gebracht van het 6e Leger voor de verdere opmars in de bocht van de Don. Begin augustus 1942 slaagde het korps erin samen met het 8e en 51e Legerkorps het 62e Sovjetleger te omsingeling bij Kalach. Daarna volgde de verder opmars richting Stalingrad. Het korps had daarbij de opdracht de noordelijke vleugel van het 6e Leger tussen de Don en de Wolga te beschermen. Op 23 augustus bereikte het korps, met onder bevel de 16e Pantserdivisie en de 3e en 60e Gemotoriseerde Divisies, de Wolga bij Rynok. Vanaf dit moment tot in november verdedigde het korps de landbrug tussen Don en Wolga tegen vele Sovjetaanvallen, en met succes, maar onder zware inspanningen. Nadat de Sovjettroepen met succes op 19 november hun tegenoffensief ingezet hadden, werd het korps al de volgende dag uit het front genomen en met de 29e Gemotoriseerde Divisie naar Kalach verplaatst om de verbindingswegen over de Don open te houden. Generaal Hube nam bij Golubinskaya de Don-overgangen ter verdediging op en kreeg delen van de  14e en 16e Pantserdivisies ter versterking. Maar het korps werd door sterke Sovjeteenheden teruggedrongen en rond Stalingrad omsingeld met de rest van het 6e Leger. Het korps onderhield de westelijke frontsector. Langzaam werd daarna de zak toegesnoerd en uiteindelijk werd het korps in de zuidelijke van 3 kleine pockets gedreven.
Het 14e Pantserkorps capituleerde op 2 februari in Stalingrad.

### Heroprichting en inzet 1943
Het korps werd opnieuw opgericht in Frankrijk, op 5 maart 1943. De uit de omsingeling van Stalingrad gevlogen Generaal Hube nam het commando weer over. In mei werd het korps naar midden-Italië verplaatst. Na de geallieerde landing op Sicilië (Operatie Husky) op 10 juli, werd het korps al de volgende dag naar het eiland overgebracht. Met de op het eiland aanwezige 15e Pantsergrenadierdivisie en de Fallschirm-Panzer Division Hermann Göring, aangevuld met de 29e Pantsergrenadierdivisie en de 1e Fallschirmjägerdivisie, voerde Hube een sterke tactische verdediging uit, waarop de geallieerden nauwelijks grip kregen. Maar toch ging het alleen maar terug en in augustus werd de evacuatienoodzaak duidelijk. Onder Operatie Lehrgang werden tot 17 augustus met vrij lage verliezen in manschappen en materieel de resterende Duitse en Italiaanse troepen via de Straat van Messina geëvacueerd. Daarna nam het korps de kustverdediging op zich rond Napels. Daar lag het korps met de 16e Pantserdivisie, de 15e Pantsergrenadierdivisie en de Fallschirm-Panzer Division Hermann Göring toen het 5e US Leger op 9 september landde bij Salerno (stad) in Operatie Avalanche. Het korps zette meteen tegenaanvallen in, met als hoogtepunt 12 tot 14 september en dreven de gelande geallieerde troepen echt in het nauw. Maar uiteindelijk bleef het bruggenhoofd behouden en de Duitse troepen trokken zich terug naar het noorden. Het 10e Leger nam posities in rond de Gustav linie of Winterlinie. Centraal in deze linie lag Monte Cassino. Het korps nam de zuidelijke helft van de Winterlinie in en het 76e Pantserkorps de noordelijke helft. Op 26 december 1943 beschikte het korps over de 15e en 29e (grotendeels) Pantsergrenadierdivisies, de 5e Bergdivisie, de 44e Infanteriedivisie “HuD” en de 94e en 305e Infanteriedivisies.

### 1944/45

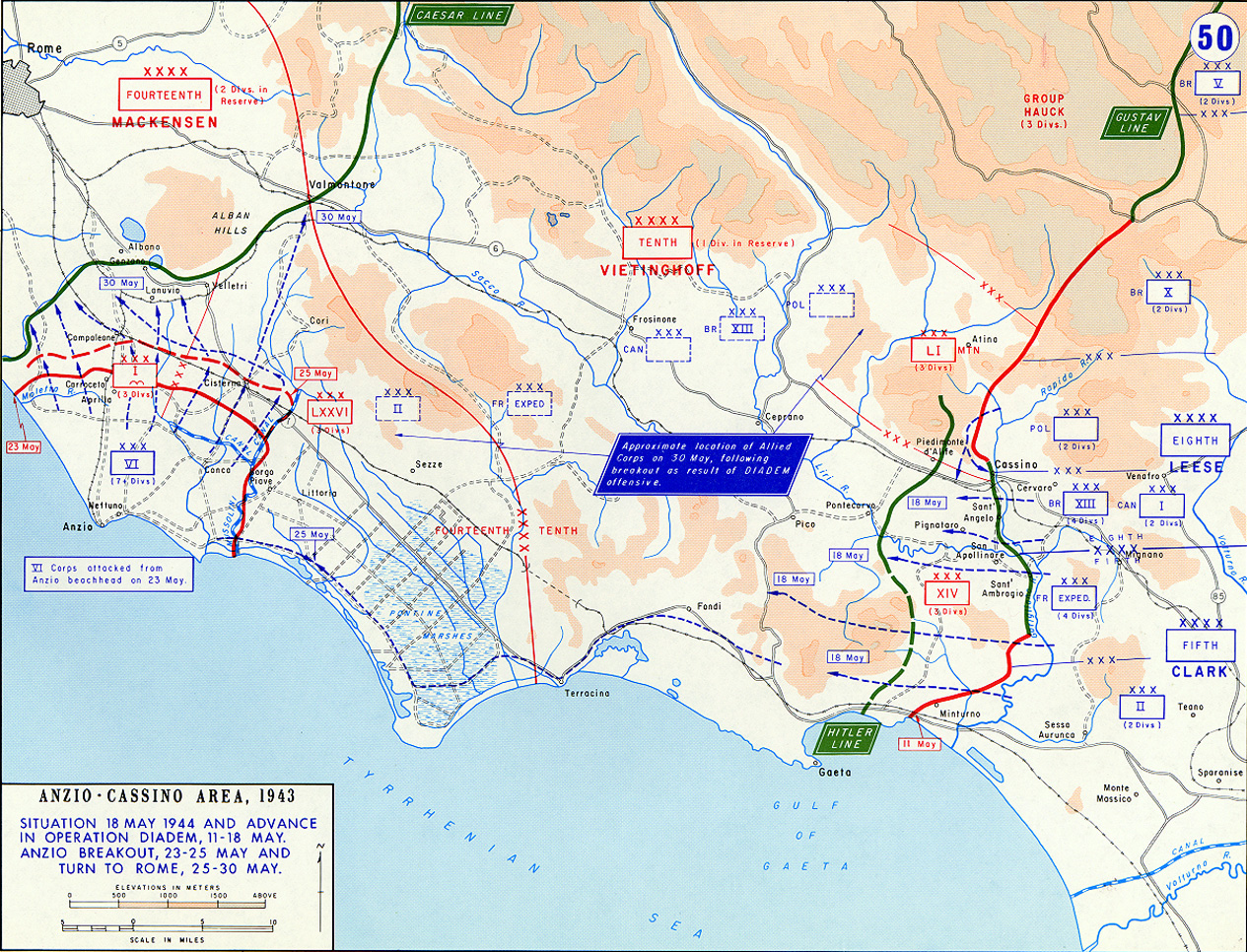
Doorbraak door de Gustavlinie mei 1944

Vanaf januari 1944 raakte het korps verzeild in de Slag om Monte Cassino. Tussen 17 januari en 18 mei probeerde het 5e US Leger in vier operaties het gebied te veroveren, hetgeen uiteindelijk lukte, na zware verliezen aan beide zijden. De verdediging van Monte Cassino was intussen overgegaan naar het 51e Bergkorps. Daarna was voor de geallieerden eindelijk de weg vrij richting Rome. Vanaf juni volgde een voortdurende terugtocht naar het noorden tot die in augustus eindigde bij de Gotenstellung. Het korps had hier de meest westelijke frontsector, rond Pisa. In oktober volgde een verplaatsing naar de andere zijde van het schiereiland, oostelijk van Bologna. In deze stelling werd de winter doorgebracht. Pas toen de geallieerden op 9 april 1945 hun voorjaarsoffensief inzetten, begonnen de frontlinies weer te schuiven. Op dat moment lag het korps ten zuiden van Bologna in stelling, recht in het pad van de geplande aanval van het 5e US Leger. Het korps beschikte hier over de 8e Bergdivisie en de 65e en 94e Infanteriedivisies. Deze aanval startte op 14 april en het korps slaagde een week lang de linies min of meer intact te houden. Maar daarna volgde de doorbraak en de snelle terugtocht naar en over de Po. Verder ging het richting Verona.
Het 14e Pantserkorps capituleerde op 2 mei 1945 in Noord-Italië.

## Bovenliggende bevelslagen
| Leger              | Legergroep       | Plaats/regio                    | Begin                 | Eind                  |
| ------------------ | ---------------- | ------------------------------- | --------------------- | --------------------- |
| direct onder bevel | Heeresgruppe Süd | Mius                            | 21 juni 1942          |                       |
| 1. Panzerarmee     | Heeresgruppe Süd | Mius                            | juli 1942             | juli 1942             |
| 6. Armee           | Heeresgruppe B   | Don, Rostov, Kalach, Stalingrad | juli 1942             | 21 november 1942      |
| 6. Armee           | Heeresgruppe Don | Stalingrad                      | 21 november 1942      | 2 februari 1943       |
| direct onder bevel | Heeresgruppe D   | Frankrijk                       | 5 maart 1943          | 18 mei 1943           |
| direct onder bevel | OB Süd           | Midden-Italië, Sicilië          | 19 mei 1943           | 15 augustus 1943      |
| 10. Armee          | Heeresgruppe C   | Salerno, Sangro, Cassino        | 15 augustus 1943      | begin/medio juni 1944 |
| 14. Armee          | Heeresgruppe C   | Toscane, Pisa                   | begin/medio juni 1944 | eind oktober 1944     |
| 10. Armee          | Heeresgruppe C   | Apennijnen                      | eind oktober 1944     | februari 1945         |
| 14. Armee          | Heeresgruppe C   | Apennijnen, Po, Alpen           | februari 1945         | 2 mei 1945            |

## Commandanten
| Rang                                                                 | Naam                             | Begin             | Eind              | Opmerking                                     |
| -------------------------------------------------------------------- | -------------------------------- | ----------------- | ----------------- | --------------------------------------------- |
| General der Infanterie                                               | Gustav von Wietersheim           | 21 juni 1942      | 14 september 1942 |                                               |
| Generalleutnant General der Panzertruppe (vanaf kort na aanstelling) | Hans-Valentin Hube               | 14 september 1942 | 17 januari 1943   |                                               |
| Generalleutnant                                                      | Helmuth Schlömer                 | 17 januari 1943   | 2 februari 1943   |                                               |
|                                                                      |                                  |                   |                   | Op 29 januari 1943 bij Stalingrad vernietigd. |
|                                                                      |                                  |                   |                   | Maart 1943 weer opnieuw geformeerd.           |
| General der Panzertruppe                                             | Hans-Valentin Hube               | 5 maart 1943      | 2 september 1943  |                                               |
| General der Panzertruppe                                             | Hermann Balck                    | 2 september 1943  | 1 oktober 1943    |                                               |
| General der Panzertruppe                                             | Hans-Valentin Hube               | 1 oktober 1943    | 22 oktober 1943   |                                               |
| General der Panzertruppe                                             | Fridolin von Senger und Etterlin | 22 oktober 1943   | 2 mei 1945        |                                               |

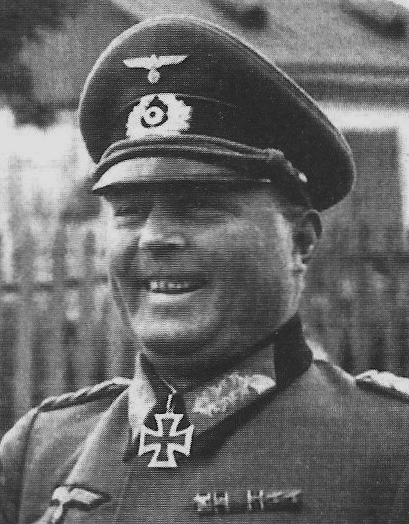
General Hans Hube

Generaal von Wietersheim werd door Hitler ontslagen, omdat hij voorgesteld had de aanval op Stalingrad te stoppen.
Generaal Hube werd op bevel van Hitler uit de omsingeling van Stalingrad gevlogen.
Luitenant-generaal Schlömer volgde Generaal Hube op in het omsingelde gebied rond Stalingrad en werd daar op 2 februari 1943 krijgsgevangen gemaakt.